# Vault Boy
Vault Boy – postać fikcyjna, maskotka serii Fallout, stworzona przez pracowników Interplay Entertainment, pierwotnych właścicieli praw własności intelektualnej do tej serii gier. Pojawił się po raz pierwszy w grze Fallout z 1997 roku jako postać reklamowa reprezentująca Vault-Tec, fikcyjną megakorporację, która zbudowała sieć specjalistycznych schronów przeciwatomowych w całych Stanach Zjednoczonych, mających chronić przed nuklearną zagładą.
W serii gier Fallout Vault Boy pełni rolę reprezentacji statystyk postaci gracza w menu interfejsu użytkownika i jest powtarzającym się elementem w produktach Vault-Tecu, które można znaleźć w fikcyjnym uniwersum Fallouta. W serialu Fallout z 2024 roku Vault Boy został przedstawiony jako postać inspirowana reklamami Vault-Tecu z udziałem fikcyjnego aktora Coopera Howarda, granego przez Waltona Gogginsa.
Projekt Vault Boya został opracowany przez Leonarda Boyarskiego, który czerpał inspirację z filmów z lat 50. XX wieku, jak również z estetyki wizualnej gry planszowej Monopoly.

## Koncepcja i projekt

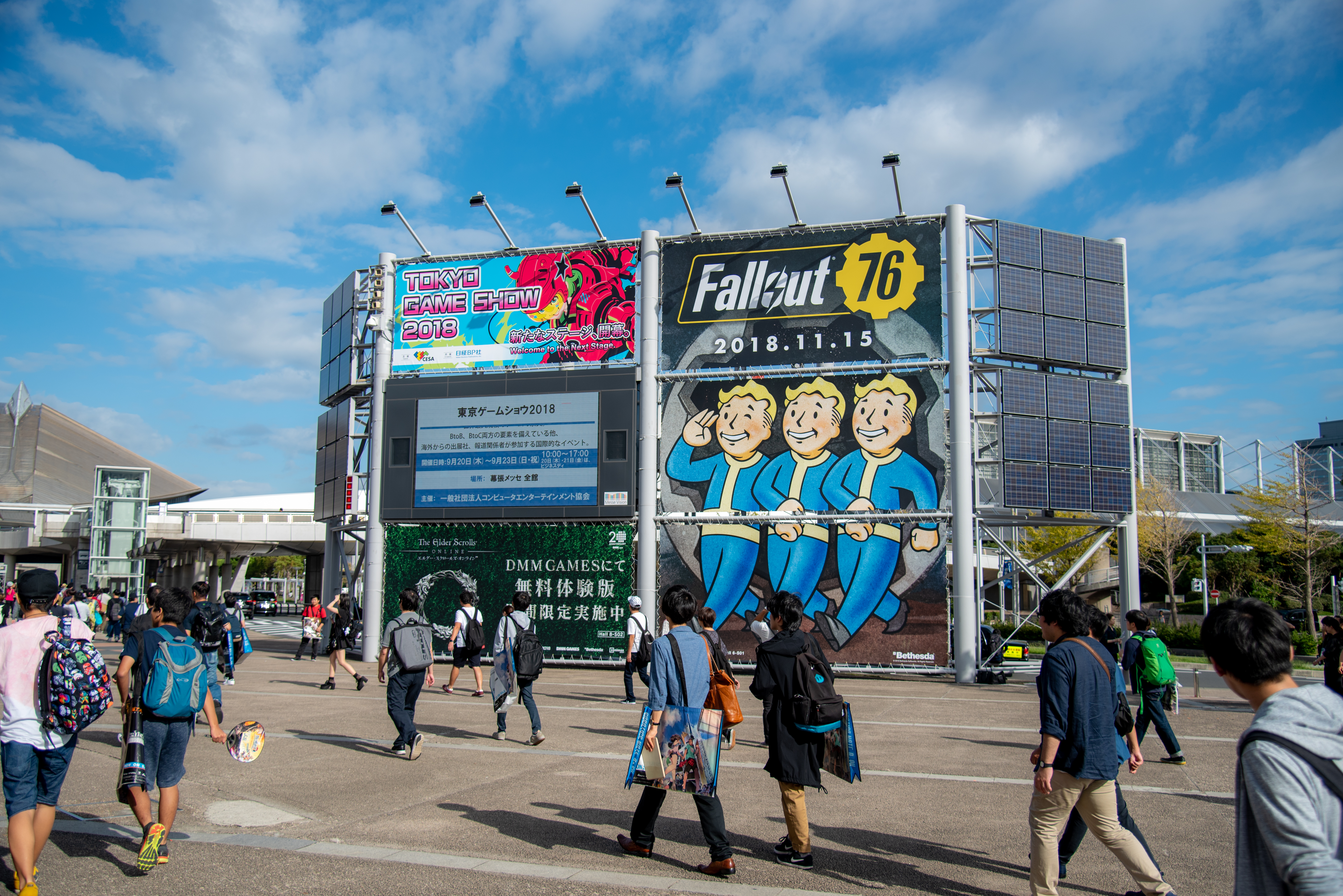
Reklama gry Fallout 76 z trzema postaciami Vault Boya w trakcie Tokyo Game Show 2018

W grze Fallout z 1997 roku Vault Boy nie miał imienia, chociaż instrukcja do gry określa go jako „Vault-Man”. Postać ta została stworzona przez Leonarda Boyarskiego, który w trakcie rozwoju pierwszej koncepcji wizualnej myślał o nim jako o „facecie od umiejętności”. Vault Boy był częściowo oparty na estetyce Rich Uncle Pennybags z gry planszowej Monopoly, a Boyarsky wpadł na pomysł na projekt „kart” Vault Boya, które mają przywoływać klimat kart Monopoly, pokazując postać zaangażowaną w różne działania w humorystyczny sposób. Vault Boy został narysowany na potrzeby gry Fallout przez George’a Almonda na pierwszych kilku kartach, a następnie przez Tramella Raya Isaaca, który dopracował wygląd postaci.
Postać Vault Boya inspirowana jest filmami z lat 50. XX wieku, w szczególności postacią Bert the Turtle z animowanego filmu o obronie cywilnej z 1952 roku zatytułowanego Duck and Cover i parodiuje dualizm radosnego optymizmu i ukrytej paranoi z tamtej epoki.
Brian Menze odpowiadał za wszystkie ilustracje Vault Boya na potrzeby gry Fallout 2 z 1998 roku oraz gry Fallout: New Vegas z 2010 roku, wzorując na stylu artystycznym Tramella Raya Isaaca. Z drugiej zaś strony, twórcy wydanej w 2001 roku gry pobocznej Fallout Tactics: Brotherhood of Steel ze studia Micro Forté, pomylili Vault Boya z innym elementem uniwersum – Pip-Boyem. Postać o imieniu „Pipboy”, a także tradycyjna seria karykatur przedstawiających umiejętności i profity, zostały narysowane przez Eda Ormana. To samo imię dla Vault Boya podał były scenarzysta Interplay Chris Avellone w opracowanej przez siebie i wydanej w 2002 roku publikacji The Fallout Bible.
Komentując zamieszanie z imieniem postaci Leonard Boyarsky wyjaśnił w wywiadzie z 2004 roku, że „Vault Boy” zawsze miało być imieniem postaci, podczas gdy „Pip Boy” ma być „małym facetem na interfejsie Pip Boya”, który jest oparty na maskotce Boba z sieci Big Boy Restaurants. Bethesda Softworks, deweloperzy serii gier zapoczątkowanej przez Fallout 3, po przejęciu serii w połowie lat 2000., zaczęli używać nazwy „Vault Boy” dla maskotki. Natalia Smirnova narysowała tę postać do gier Fallout 3,  Fallout 4 i Fallout 76.
Jako maskotka franczyzy Fallout, Vault Boy jest często używany do przekazania „często zwariowanego, a czasami paskudnego poczucia humoru” tej serii.

## Opis

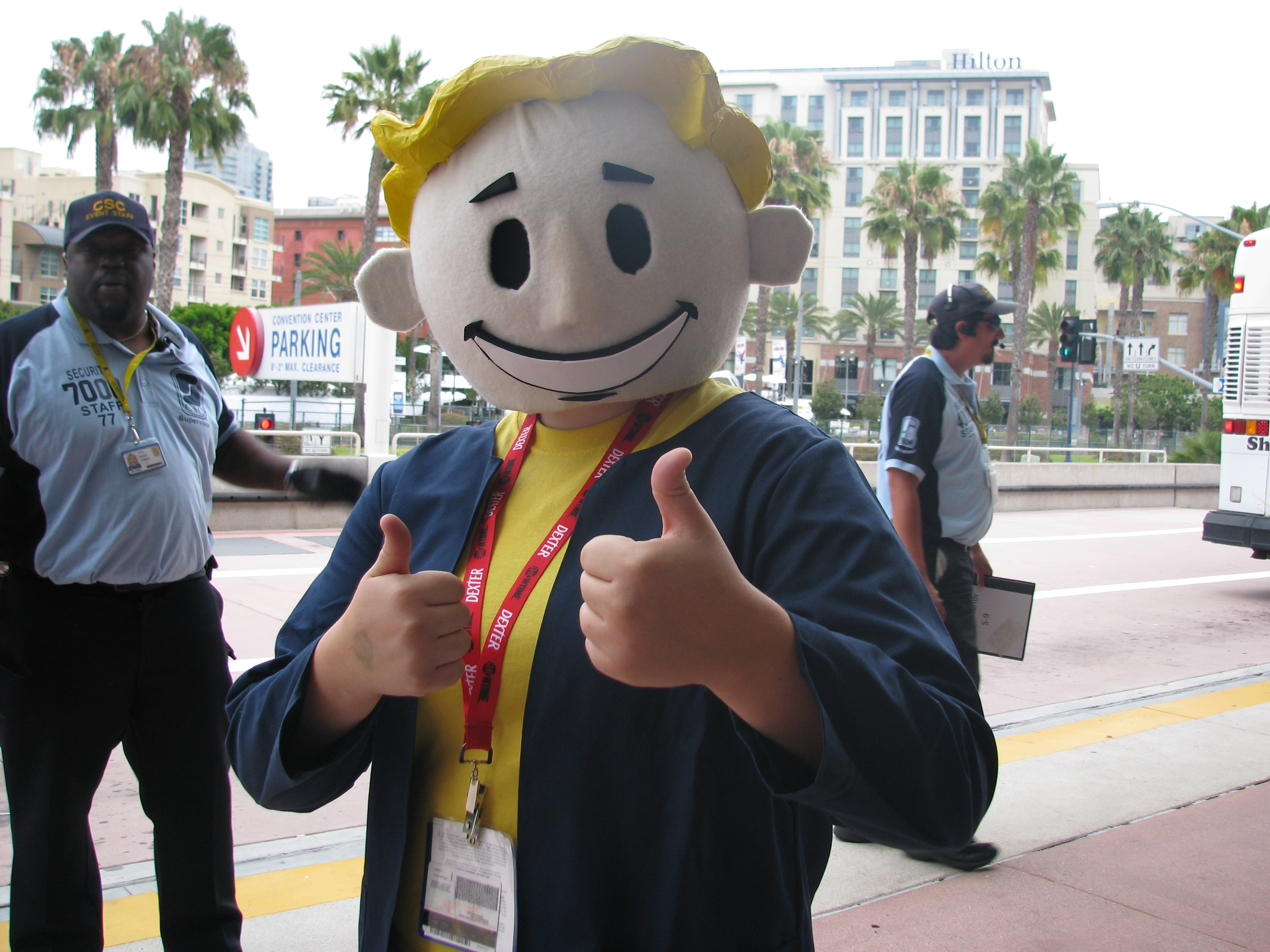
Cosplay Vault Boya w trakcie San Diego Comic-Conu 2011

Vault Boy jest maskotką firmy Vault-Tec Corporation (znanej również jako Vault-Tec Industries), pojawiającą się w jej reklamach, instrukcjach, produktach i filmach szkoleniowych. Chociaż slogan firmy Vault-Tec o treści „Rewolucjonizując bezpieczeństwo dla niepewnej przyszłości” sugeruje, że jest to firma mająca na uwadze dobro ludzkości, jest ona konsekwentnie przedstawiana jako nieuczciwa korporacja.
Zgodnie z historią serii, w roku 2054 firma Vault-Tec otrzymała zlecenie od rządu Stanów Zjednoczonych na realizację ogólnokrajowego projektu budowy schronów przeciwatomowych znanych jako „Krypty” (ang. Vault) przeznaczonych dla społeczeństwa amerykańskiego w oczekiwaniu na potencjalną wojnę nuklearną. Każda z krypt miała być samowystarczalna i teoretycznie miała w stanie zapewnić swoim mieszkańcom nieograniczony byt. Jednakże projekt krypt nigdy nie był pomyślany jako realna metoda ponownego zaludnienia Stanów Zjednoczonych w przypadku nuklearnego holokaustu. Zamiast tego większość krypt stanowiła tajne, nieetyczne eksperymenty społeczne, mające na celu określenie wpływu różnych warunków środowiskowych i psychologicznych na ich mieszkańców. W tym kontekście Vault Boy jest cynicznie wykorzystywany jako narzędzie do wprowadzania w błąd, mające na celu uspokojenie niczego niepodejrzewających osób, które mogą być wielokrotnie manipulowane i narażone na niebezpieczeństwo w wyniku eksperymentów prowadzonych za fasadą nieszkodliwych schronów przeciwatomowych.
Vault Boy jest przedstawiany jako młody mężczyzna z filmu animowanego, ubrany w niebiesko-żółty kombinezon, z blond włosami ułożonymi w charakterystyczny spiralny kok. Jego domyślnym wyrazem twarzy jest szeroki, promienny uśmiech, ale jest pokazywany także w innych formach. Jego charakterystyczną pozą jest stanie z wyciągniętą ręką i uniesionym kciukiem, czasem z zamkniętym jednym okiem.
Funkcją postaci Pip Boya w grach serii Fallout jest przekazywanie graczom informacji, m.in. jest ona używana do reprezentowania gracza w menu drzewa profitów w Fallout 4 bądź w cyklach krótkich filmów objaśniającym system statystyk postaci S.P.E.C.J.A.Ł. (ang. S.P.E.C.I.A.L.). Vault Boy pojawia się również na ilustracjach osiągnięć i trofeów do gier komputerowych opracowanych po przejęciu marki Fallout przez Bethesdę.
Vault Boy jest czasami przedstawiany jako żeński odpowiednik, Vault Girl, która również jest blondynką i nosi podobny strój.
W grze Fallout Shelter z 2015 roku zastosowano charakterystyczny styl graficzny Vault Boya, aby losowo generować mieszkańców krypty, którymi zarządzają gracze.
22 czerwca 2020 roku do gry Super Smash Bros. Ultimate dodano konfigurowalną skórkę postaci Mii Gunner, opartą na Vault Boyu, za pośrednictwem zawartości do pobrania.
W serialu Fallout z 2024 roku sugeruje się, że Vault Boy jest wzorowany na aktorze Cooperze Howardzie, w którego wciela się Walton Goggins. Był on pierwowzorem reklam Vault-Tec, zanim został zastąpiony maskotką Vault Boya.

## Wpływ kulturowy

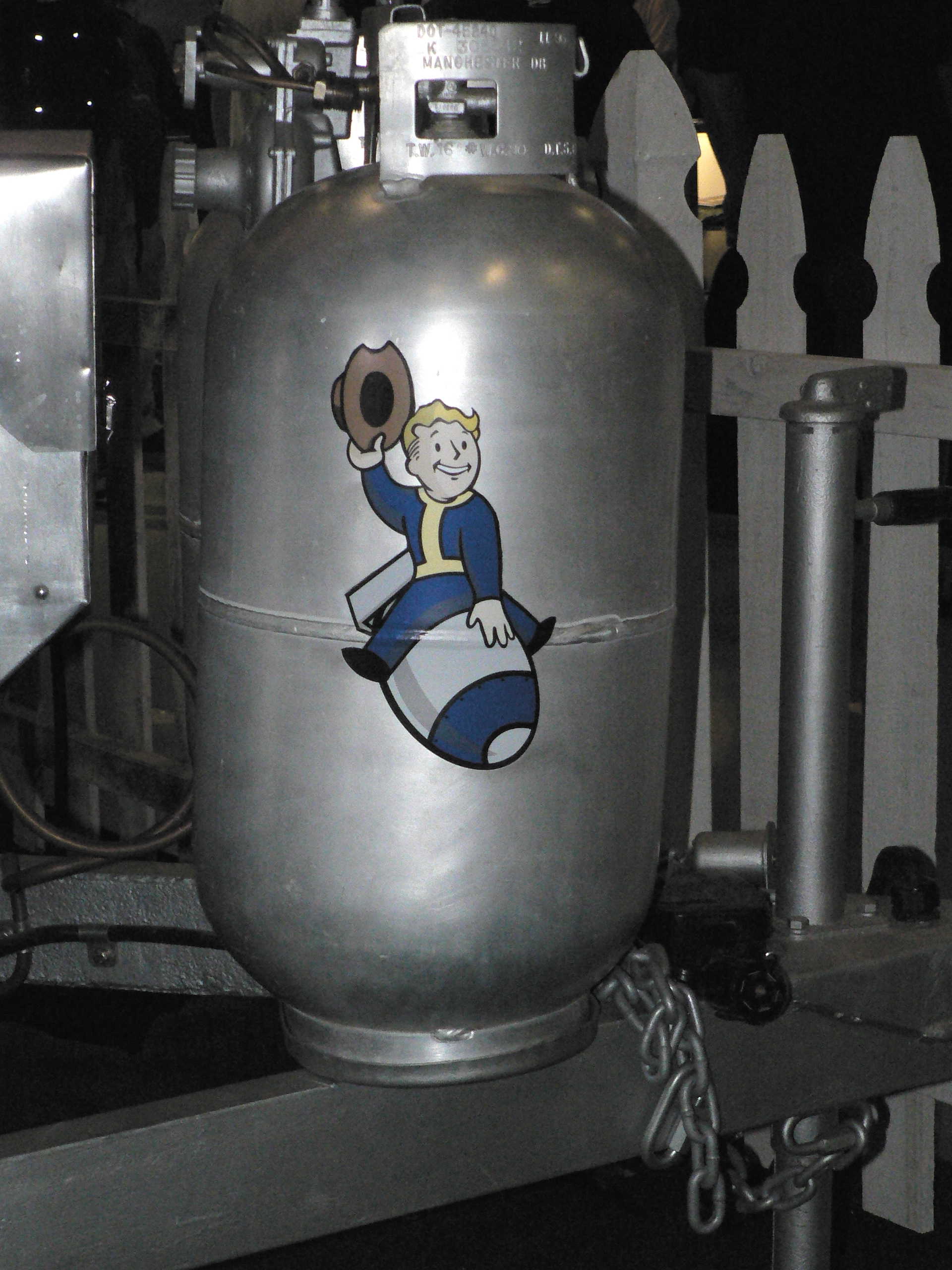
Vault Boy jako motyw jazdy na bombie znany z filmu Dr. Strangelove (2008)

Vault Boy osiągnął poziom wpływu kulturowego i rozpoznawalności viralowej poza oryginalnym kontekstem postaci, czego nie przewidywali byli pracownicy Interplay, tacy jak Tim Cain i Feargus Urquhart w początkowych latach serii. Dzieje się tak pomimo faktu, że Vault Boy nie jest postacią, którą gracz może spotkać w uniwersum Fallout. Jeremy Peel z PCGamesN stwierdził, że Vault Boy, jako maskotka „sardonicznej, imitującej lata 50. XX wieku grafiki” serii, stał się „tak rozpoznawalny jak Myszka Miki”.
W 2010 roku magazyn Empire opublikował artykuł, w którym Vault Boy został zaliczony do 50 najwspanialszych postaci gier komputerowych. Tygodnik Time umieścił Vault Boya na trzecim miejscu listy najbardziej wpływowych postaci w grach komputerowych wszech czasów, chwaląc jego „niesamowicie absurdalne i niekonwencjonalne spektrum usposobień i postaw, od przesadnego udawania po makabryczne rozczłonkowanie”, co uczyniło go ikoną surrealistycznego humoru w podobny sposób jak postacie z serii Monty Python.
Teoria fanów na temat Vault Boya głosiła, że charakterystyczna poza postaci jest dyskretną metodą określania, czy dana osoba znajduje się w promieniu rażenia wybuchu jądrowego i tym samym czy jest bezpieczna przed promieniowaniem. Byli pracownicy Interplay, tacy jak Brian Fargo i Tramell Ray Isaac, twierdzili, że postać ta nie ukrywa żadnego sekretnego znaczenia i po prostu stara się okazać wsparcie.
W artykule z 2017 roku pt. 100 Greatest Video Game Characters Rowan Derrick opisał Vault Boya m.in. jako symbol idyllicznego świata sprzed wojny nuklearnej. Matthew Byrd z Den of Geek porównał Vault Boya i Miss Minutes z Filmowego Uniwersum Marvela, nazywając je znakomitymi przykładami „uśmiechniętych twarzy biurokracji, korupcji i propagandy”, w których twórcy historii wykorzystują retrofuturystyczne wzornictwo jako formę komentarza społecznego.
Vivian Asimos zauważył, że popularne wykorzystanie charakterystycznej pozy Vault Boya w sarkastycznych okolicznościach jest znakomitym przykładem treści gier komputerowych stanowiących podstawę licznych memów internetowych ze względu na ich partycypacyjny charakter.